# Pseudodichanthium
Pseudodichanthium là một chi thực vật có hoa trong họ Hòa thảo (Poaceae).

## Loài
Chi Pseudodichanthium gồm các loài: